# Anton Blasius Amon
Anton Blasius Amon (1558 Hall in Tirol – 1590 Vídeň) byl rakouský františkán, zpěvák a hudební skladatel.

## Život
Je známo, že v roce 1568 byl vokalistou u dvora arcivévody Ferdinanda II. Získal zde základní hudební vzdělání, které si prohloubil na četných studijních cestách. Významný byl zejména pobyt v Benátkách v letech 1574–1577. V Benátkách si osvojil základy benátského hudebního stylu, nejen tehdy obvyklé modulace, ale i techniku dvojsborů.
Po návratu do Rakouska pobýval v různých klášterech (Zwettl, Lilienfeld, Heiligenkreuz a Neustift u Brixenu). Na jaře roku 1587, vstoupil ve Vídni do františkánského řádu a těsně před svou předčasnou smrtí přijal i kněžské svěcení

## Dílo
Komponoval převážně duchovní hudbu, včetně polyfonních motet a mší.
- Liber sacratissimarum (quas vulgo introitus appellant) cantionum, Vídeň 1582
- Missae, Vídeň 1588
- Sacrae cantiones quas vulgo moteta vocant, Mnichov 1590
- Breves et selectae quaedam Motetae, Mnichov 1593
- Introitus dominicales per totum annum, secundum rutum ecclesiae catholicae, suavitate et brevitate quatuor vocibus exculti, tam utiles quam necessarii, Wien 1601 (Dostupné zde (Bavorská státní knihovna)
- další drobné chrámové skladby a moteta